# Motera
Motera là một thị trấn thống kê (census town) của quận Gandhinagar thuộc bang Gujarat, Ấn Độ.

## Nhân khẩu
Theo điều tra dân số năm 2001 của Ấn Độ, Motera có dân số 21.150 người. Phái nam chiếm 55% tổng số dân và phái nữ chiếm 45%. Motera có tỷ lệ 74% biết đọc biết viết, cao hơn tỷ lệ trung bình toàn quốc là 59,5%: tỷ lệ cho phái nam là 81%, và tỷ lệ cho phái nữ là 67%. Tại Motera, 13% dân số nhỏ hơn 6 tuổi.